# Intercambio territorial polaco-soviético de 1951

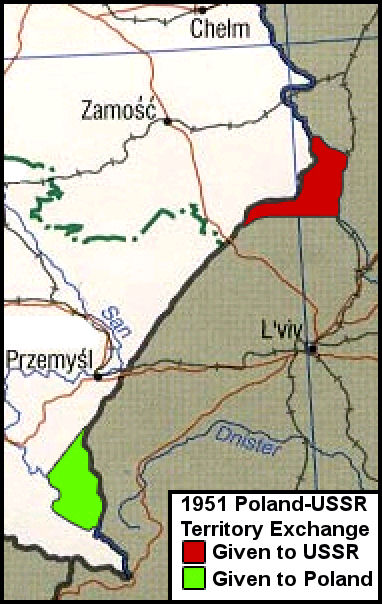
Mapa del ajuste de la frontera con el territorio cedido por Polonia en rojo y el territorio cedido por la Unión Soviética en verde.

El intercambio territorial polaco-soviético o el tratado de ajuste fronterizo polaco-soviético de 1951 fue un ajuste fronterizo firmado en Moscú entre la República Popular de Polonia y la Unión Soviética en torno a 480 km² de tierra a lo largo de su frontera mutua. El intercambio se hizo con el beneficio económico decisivo de la Unión Soviética debido a los ricos depósitos de carbón abandonados por Polonia; estos depósitos fueron descubiertos mucho antes de la Segunda Guerra Mundial. Dentro de los ocho años siguientes al acuerdo, los soviéticos construyeron cuatro grandes minas de carbón con una capacidad total de quince millones de toneladas anuales.
A cambio, la Unión Soviética cedió parte del óblast de Drohobych (1939-1959) de la RSS de Ucrania: la ciudad de Ustrzyki Dolne y las aldeas de Czarna, Shevchenko (cuyo nombre fue restaurado de nuevo al nombre polaco de Lutowiska antes de la guerra en 1957), Krościenko, Bandrów Narodowy, Bystre y Liskowate. Todo este territorio se convirtió en parte del voivodato de Krosno en 1975, y del voivodato de Subcarpacia el 1 de enero de 1999. Era una extensión de tierra estéril con suelo de baja calidad y sin recursos naturales.
Polonia abandonó parte del voivodato de Lublin, con las ciudades de Belz (Ucrania: Белз Belz), Uhnów (Угнів Uhniv), Krystynopol (Червоноград Chervonohrad) y Waręż (Варяж, Varyazh). 
Todo este territorio es ahora parte del raión de Sokal (Сокальський район), en Ucrania.
Después de la Segunda Guerra Mundial, el territorio de Polonia cambió drásticamente, moviéndose hacia el oeste. Polonia ganó las anteriores provincias alemanas de Silesia y Pomerania, con la parte este de Brandeburgo y la parte meridional de Prusia Oriental. La frontera oriental del país se estableció aproximadamente a lo largo de la línea Curzon, dejando Białystok en Polonia y Leópolis en la Ucrania soviética.
La frontera de Polonia y la Unión Soviética, delimitada por el acuerdo de 1945, se mantuvo casi sin cambios hasta principios de los años cincuenta (con una corrección menor en 1948, cuando el pueblo de Medyka, cerca de Przemyśl, fue trasladado a Polonia). Posteriormente, se confirmaron ricos yacimientos de carbón en el llamado río Bug Occidental, territorio de posguerra polaco entre el Bug superior y el río Sołokija. El gobierno soviético decidió hacerse con el control de esta tierra, que poseía no solo carbón, sino también tierra fértil y negra.

## Acuerdo relativo al intercambio
El 15 de febrero de 1951, los gobiernos de la República Popular de Polonia y la Unión Soviética firmaron un proyecto de ley que ratificó el cambio de la frontera oriental de Polonia. Según el acuerdo, Polonia transfirió a la RSS de Ucrania 480 km² de territorio situado al oeste de la ciudad de Sokal, que se había situado en el distrito de Hrubieszów del voivodato de Lublin (junto con las ciudades de Belz, Sokal, Krystynopol y Uhnów, así como la línea ferroviaria Rawa Ruska - Krystynopol). Estas ciudades se encuentran ahora en el raión de Sokal del óblast de Leópolis. Se han construido varias minas de carbón allí, y la antigua ciudad de Krystynopol se conoce ahora como Chervonohrad.
A pesar de que el territorio cedido a Polonia era aproximadamente tan grande como el territorio transferido a la Unión Soviética, la tierra alrededor de Ustrzyki Dolne carecía de la industria, los recursos naturales y el suelo fértil. Además, ya estaba despoblada durante la Operación Vístula polaca-soviética de 1947 contra el UPA para detener la masacre de polacos en Volinia y Galitzia Oriental. En 1968-69, el gobierno polaco de Władysław Gomułka completó la presa hidroeléctrica de Solina, de 664 m de longitud y 81 m de altura, sobre el río San, que creó el lago Solina. El territorio ahora es parte del distrito de Bieszczady (voivodato de Subcarpacia).
De acuerdo con el acuerdo, todos los bienes raíces dejados en los territorios intercambiados, tales como infraestructura, edificios, granjas y líneas de ferrocarril, se transfirieron automáticamente al nuevo propietario y ambas partes renunciaron a todas las reclamaciones futuras. Los bienes mobiliarios podían ser mantenidos por particulares a condición de que los propietarios se lo llevasen cuando se fueran. La población polaca del área de Sokal fue transferida en mayo de 1951, principalmente a los Territorios Recuperados. Los habitantes de la ciudad de Belz (ahora en la región occidental de Ucrania) se instalaron en Ustrzyki Dolne.
Oficialmente, la parte polaca declaró que el intercambio tuvo lugar en la iniciativa de Varsovia. Sin embargo, a principios de los años cincuenta, Polonia fue gobernada de facto por la Unión Soviética y todas las decisiones pertinentes fueron tomadas por Iósif Stalin. Los soviéticos afirmaban falsamente que el área de Ustrzyki poseía depósitos de petróleo, pero como pronto resultó, todas las fuentes fueron explotadas anteriormente.